# Brett Hauer
Brett Timothy Hauer (* 11. Juli 1971 in Richfield, Minnesota) ist ein ehemaliger US-amerikanischer Eishockeyspieler, der während seiner aktiven Laufbahn unter anderem für die Edmonton Oilers und Nashville Predators in der National Hockey League aktiv war.

## Karriere
Hauer begann seine aktive Laufbahn 1987 bei den Richfield Spartans, einem Team der Richfield High School, in seiner Geburtsstadt Richfield. Nachdem er dort zwei Jahre verbracht hatte, ging er auf die University of Minnesota Duluth und ging für deren Eishockeyteam in der Western Collegiate Hockey Association aufs Eis.
Beim NHL Entry Draft 1989 wurde er in der vierten Runde an insgesamt 71. Position von den Vancouver Canucks ausgewählt, spielte aber nie für das kanadische Franchise. Nachdem er von keinem Franchise unter Vertrag genommen worden war, unterzeichnete Hauer am 15. Februar 1994 als Free Agent bei Las Vegas Thunder in der International Hockey League, für die er bis zum Saisonende in 22 Partien aufs Eis ging und dabei sieben Scorerpunkte sammelte. Im Anschluss war er in der Saison 1994/95 für den schwedischen Verein AIK Solna aktiv und kehrte im August 1995 nach Nordamerika zurück, als er in einem Tauschgeschäft zu den Edmonton Oilers transferiert wurde. In der Saison 1995/96 debütierte Hauer in der National Hockey League und absolvierte bis zum Saisonende insgesamt 29 NHL-Spiele, in denen ihm vier Tore und zwei Assists gelangen. In derselben Saison bestritt er außerdem 17 Partien für deren Farmteam, die Cape Breton Oilers, in der American Hockey League und konnte sich acht Punkte gutschreiben lassen.
Nachdem Hauer die darauffolgende Spielzeit ausschließlich bei den Chicago Wolves verbracht hatte, wurde sein Vertrag bei den Edmonton Oilers nicht verlängert. Daraufhin unterzeichnete der Defensivakteur am 15. September 1997 bei den Manitoba Moose und stand in den folgenden vier Spielzeiten fast ausschließlich bei den Moose im Einsatz. Am 8. Juli 2001 schloss sich Hauer, erneut als Free Agent, den Los Angeles Kings an. Der Verteidiger bestritt jedoch keine Partie für die Kings in der NHL und wurde zu deren Farmteam, den Manchester Monarchs, in die AHL geschickt. Nach 29 Partien für die Monarchs, mit einer Ausbeute von 13 Punkten, erfolgte am 19. Dezember 2001 ein Tauschgeschäft zwischen den Los Angeles Kings und den Nashville Predators. In der Folge wurde Hauer nach Nashville abgegeben und im Gegenzug Rich Brennan zu den Kings transferiert.
Nach drei NHL-Spielen für die Predators in der Saison 2001/02 ging der Defensivakteur bis Saisonende für die Milwaukee Admirals in der AHL aufs Eis und verbuchte in 48 Partien insgesamt 27 Punkte. Nachdem sein Vertrag bei den Predators nicht verlängert worden war, ging er in die Schweiz und unterzeichnete am 11. Juli 2002 als Free Agent beim HC Servette Genève. Beim Genfer Verein zählte Hauer in den folgenden zwei Jahren zum Stammpersonal und qualifizierte sich mit der Mannschaft zwei Mal für die Play-offs. Dabei schied das Team im Viertelfinal bzw. Halbfinal gegen den SC Bern aus dem Turnier aus. Zur Saison 2004/05 verließ er den Verein und schloss sich dem EV Zug an. Hauer absolvierte im Saisonverlauf insgesamt 30 Partien für den EV Zug und erzielte dabei 18 Scorerpunkte. Bei seinem einzigen Einsatz während der Play-offs gelang dem Verteidiger sogleich ein Treffer, die Mannschaft schied in den Halbfinals gegen die ZSC Lions aus dem Turnier aus.
Zur folgenden Saison ging er für den HC Davos aufs Eis und verbuchte in 56 NLA-Spielen insgesamt 47 Punkte. Mit dem HC Davos nahm er mehrfach am Spengler Cup teil und konnte diesen 2004 und 2006 gewinnen. Nachdem Hauer die Saison 2006/07 beim russischen Verein Lokomotive Jaroslawl verbracht hatte, kehrte der US-Amerikaner zur darauffolgenden Spielzeit erneut in die Schweiz zurück.
Er unterzeichnete, abermals als Free Agent, beim EHC Basel und zählte bei den Baslern zu den Stammspielern. Obwohl er 55 Partien absolviert und 29 Punkte erzielt hatte, stieg der EHC Basel nach den verlorenen Play-outs gegen den EHC Biel in die National League B ab. Daraufhin beendete der Defensivakteur seine aktive Laufbahn.

### International
Hauer nahm mit dem Team USA an den Weltmeisterschaften 1993, 1995, 2003, 2004 und 2005 teil. Sein größter Erfolg war dabei der Gewinn der Bronzemedaille bei der Weltmeisterschaft 2004.
Außerdem bestritt er mit dem Team USA die Olympischen Winterspiele 1994 und belegte mit der Mannschaft den achten Rang.

## Erfolge und Auszeichnungen
| - 1993 WCHA First All-Star-Team - 1993 NCAA West First All-American Team - 1999 IHL First All-Star Team - 2000 IHL First All-Star Team | - 2000 Larry D. Gordon Trophy - 2001 IHL First All-Star Team - 2001 Larry D. Gordon Trophy - 2004 Bronzemedaille bei der Weltmeisterschaft |